# Capilla de los Condes de Montijo
La capilla de los Condes de Montijo (también conocida como capilla de la Virgen del Pilar o Las Lástimas) es un templo religioso situado en el municipio español de Fuentidueña, en la provincia de Segovia. Está declarado como bien de interés cultural desde 1996.

## Descripción
Templo de estilo clasicista, cuya construcción data del siglo XVIII, tomando como ejemplo la capilla del Palacio Real de Madrid. En su portada se encuentran los escudos de los linaje de los Montijo y los Luna. La planta es de cruz latina, con dos tramos de nave, ábside plano y capillas en los laterales. 
El crucero se organiza a través de pilares de estilo corintio sobre las cuales se dispone el entablamento.
El culto fue abandonado en el edificio, por lo que presenta un estado de conservación deficiente.